# Adolf Schwarz (Esperantist)
Adolf Schwarz (* 6. Dezember 1906 in Koblenz; † 20. Juli 1996 in Mainhardt) war ein deutscher kaufmännischer Angestellter und Arbeiteresperantist.
Adolf Schwarz war von Jugend an aktiv in der deutschen Arbeiterbewegung. Hier lernte er auch Esperanto kennen, schloss sich der Arbeiter-Esperanto-Bewegung an und wurde Mitglied in der GLEA und der SAT. Seine kommunistische Gesinnung führte ihn Anfang der 1930er Jahre zu Internationale der Proletarischen Esperantisten (IPE), einer von Moskau unterstützten Organisation, an deren Gründung er beteiligt war. 1939 wurde er in die Armee einberufen und kehrte 1948 aus der Kriegsgefangenschaft zurück. Anschließend arbeitete er bei einer Handelsgesellschaft in Mainhardt bis zum Ruhestand 1971. 1992 erschien sein Buch Suvoje al IPE über die Geschichte von IPE.
Ein Teil seines Nachlasses befindet sich im Fritz-Hüser-Institut in Dortmund. Das Findbuch ist online abrufbar.

## Werke
- Survoje al IPE. Sofia 1992.